# Xylomya zhelochovtsevi
Xylomya zhelochovtsevi är en tvåvingeart som beskrevs av Nina Krivosheina 1999. Xylomya zhelochovtsevi ingår i släktet Xylomya och familjen lövträdsflugor. Inga underarter finns listade i Catalogue of Life.